# Don Everly
Isaac Donald "Don" Everly, född 1 februari 1937 i Brownie (nuvarande Central City), Muhlenberg County, Kentucky, död 21 augusti 2021 i Nashville, Tennessee, var en amerikansk musiker och kompositör. Han var medlem av duon The Everly Brothers 1957–1973 och igen från 1983 tillsammans med sin yngre bror Phil Everly.
Everlys solokarriär består av tre, av publiken negligerade, album där han bland annat flörtar med countrymusiken. Under 1976–1977 hade han tre låtar på Billboards countrylista, den bäst placerade; Yesterday Just Passed my Way Again nådde som högst 50:e plats.

## Diskografi
- Don Everly (1970)
- Sunset Towers (1974)
- Brother Jukebox (1977)'